# Quercus pongtungensis
Quercus pongtungensis là một loài thực vật có hoa trong họ Cử. Loài này được Uyeki miêu tả khoa học đầu tiên năm 1932.